# تپه تک آغاجی
تپه تک آغاجی مربوط به دوران‌های تاریخی پس از اسلام است و در شهرستان خدابنده، بخش سجاس رود، روستای چراغ حصاری واقع شده و این اثر در تاریخ ۷ مهر ۱۳۸۱ با شمارهٔ ثبت ۶۴۲۴ به‌عنوان یکی از آثار ملی ایران به ثبت رسیده است.